# Episodi di Paul Temple (seconda stagione)
La seconda stagione della serie televisiva Paul Temple è stata trasmessa in anteprima nel Regno Unito dalla BBC tra il 5 aprile 1970 e il 26 luglio 1970.
| nº | Titolo originale          | Titolo italiano | Prima TV UK    | Prima TV Italia |
| -- | ------------------------- | --------------- | -------------- | --------------- |
| 1  | Right Villain             |                 | 5 aprile 1970  |                 |
| 2  | Kill or Cure              |                 | 12 aprile 1970 |                 |
| 3  | Games People Play         |                 | 19 aprile 1970 |                 |
| 4  | The Artnappers            |                 | 26 aprile 1970 |                 |
| 5  | The Black Room            |                 | 3 maggio 1970  |                 |
| 6  | Antique Death (Part 1)    |                 | 10 maggio 1970 |                 |
| 7  | Antique Death (Part 2)    |                 | 17 maggio 1970 |                 |
| 8  | Double Vision             |                 | 24 maggio 1970 |                 |
| 9  | Steal a Little Happiness  |                 | 28 giugno 1970 |                 |
| 10 | The Suitcase              |                 | 5 luglio 1970  |                 |
| 11 | Murder in Munich (Part 1) |                 | 12 luglio 1970 |                 |
| 12 | Murder in Munich (Part 2) |                 | 19 luglio 1970 |                 |
| 13 | Re-take                   |                 | 26 luglio 1970 |                 |